# アドルフ・イヴォン
アドルフ・イヴォン（Frederic Adolphe Yvon、1817年1月30日 - 1893年9月11日）はフランスの画家である。歴史画、特に戦闘の場面を多く描いた。

## 略歴
モゼル県のEschvillerに生まれた。1837年にウール＝エ＝ロワール県のドルーで役人になるが、役人の仕事に飽きていた。姉(妹)が画家のポール・ドラローシュ(1797-1856)と結婚し、ドラローシュと義理の兄弟となったので、1838年の終わりからドラローシュのスタジオで絵の仕事をすることになった。ドラローシュから歴史画、肖像画を学び1841年からサロン・ド・パリに出展を始め、1848年に入賞し、1857年には名誉メダル（médaille d'honneur）を受けた。
1843年頃からロシアへ旅した。戦場の場面を描くようになり、1850年には14世紀に戦われたクリコヴォの戦いの場面を描いた絵を制作しロシア皇帝に買い上げられた。1857年にはナポレオン戦争のネイ将軍を題材に描いた。戦争画の評価が高まり、ナポレオン3世の時代のフランス軍の戦いも描くようになった。晩年は「オリエンタリズム」に分類される絵画も描いた。
1863年に国立高等美術学校（École nationale supérieure des beaux-arts）の教授に任じられ1883年までその仕事を続けた。1867年にレジオンドヌール勲章（オフィシエ）を受勲した。

## 作品

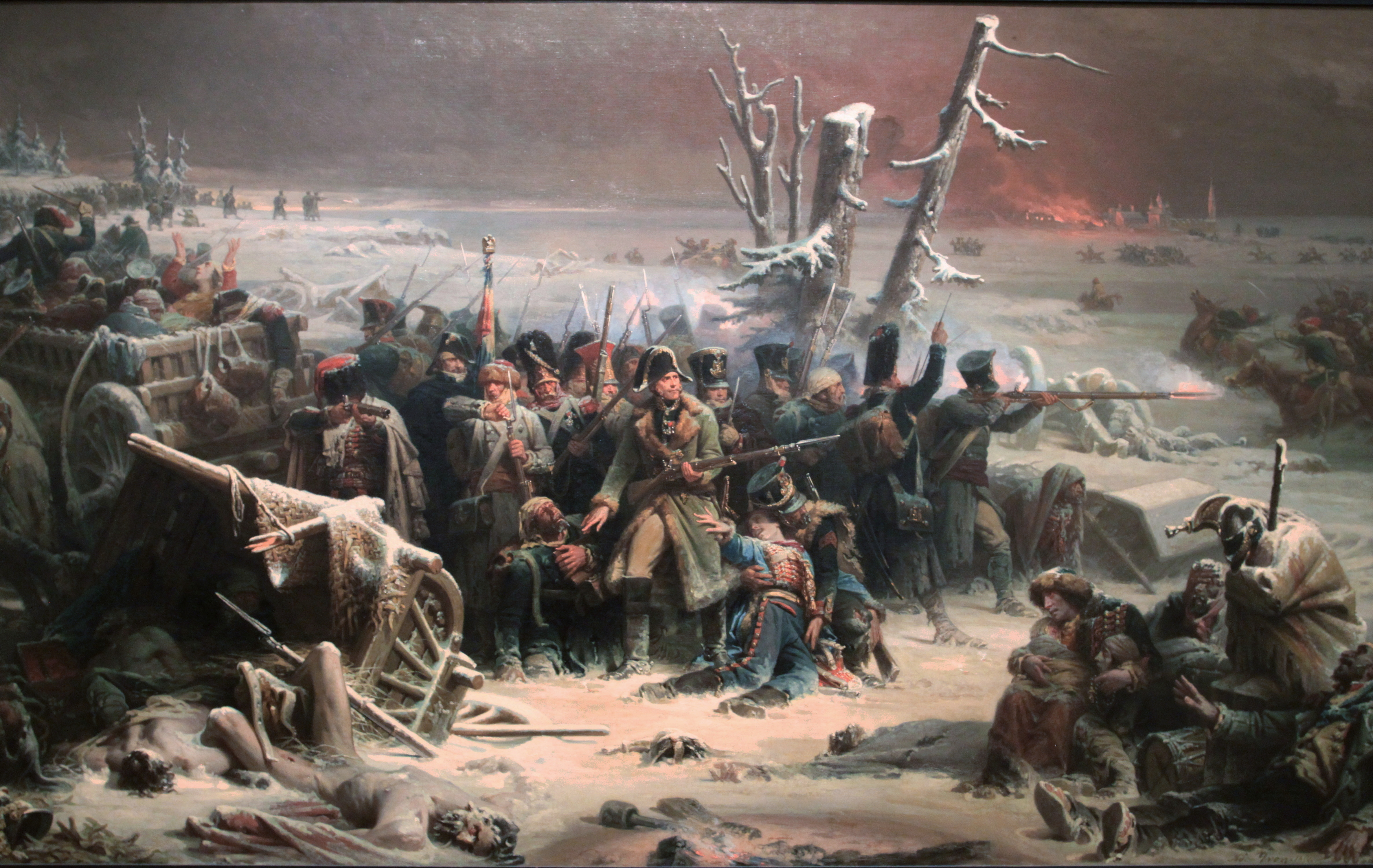
モスクワ退却戦でのネイ将軍（1857）
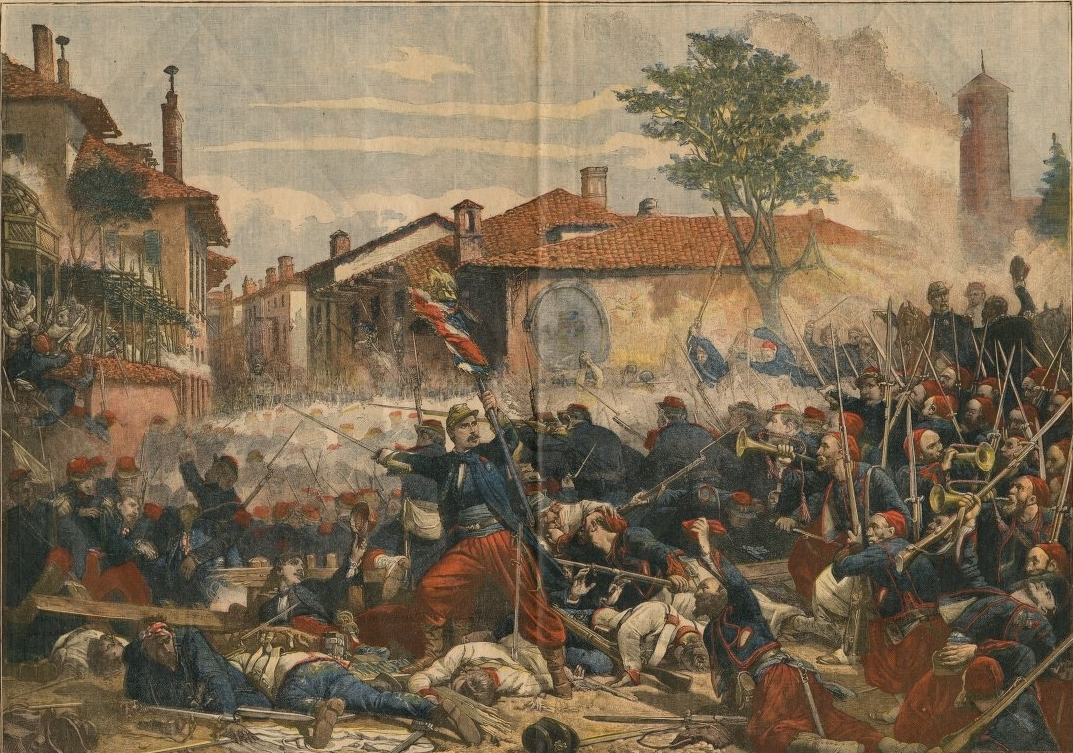
マジェンタの戦い（1863）
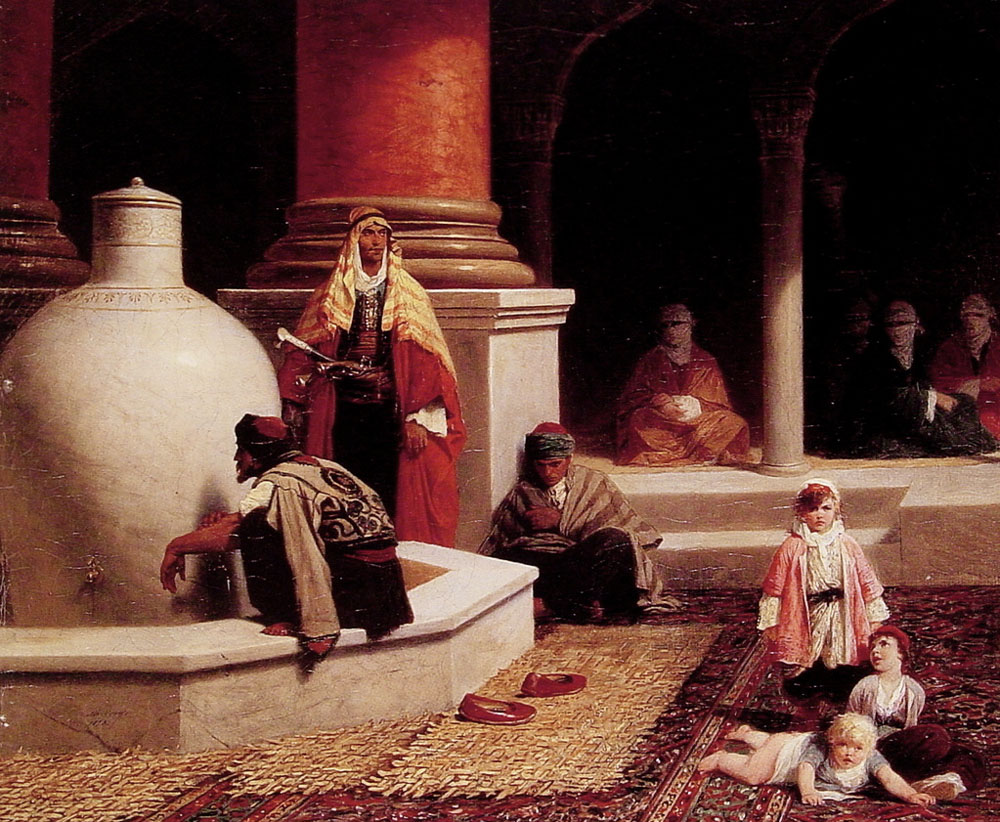
ハレム（1893）

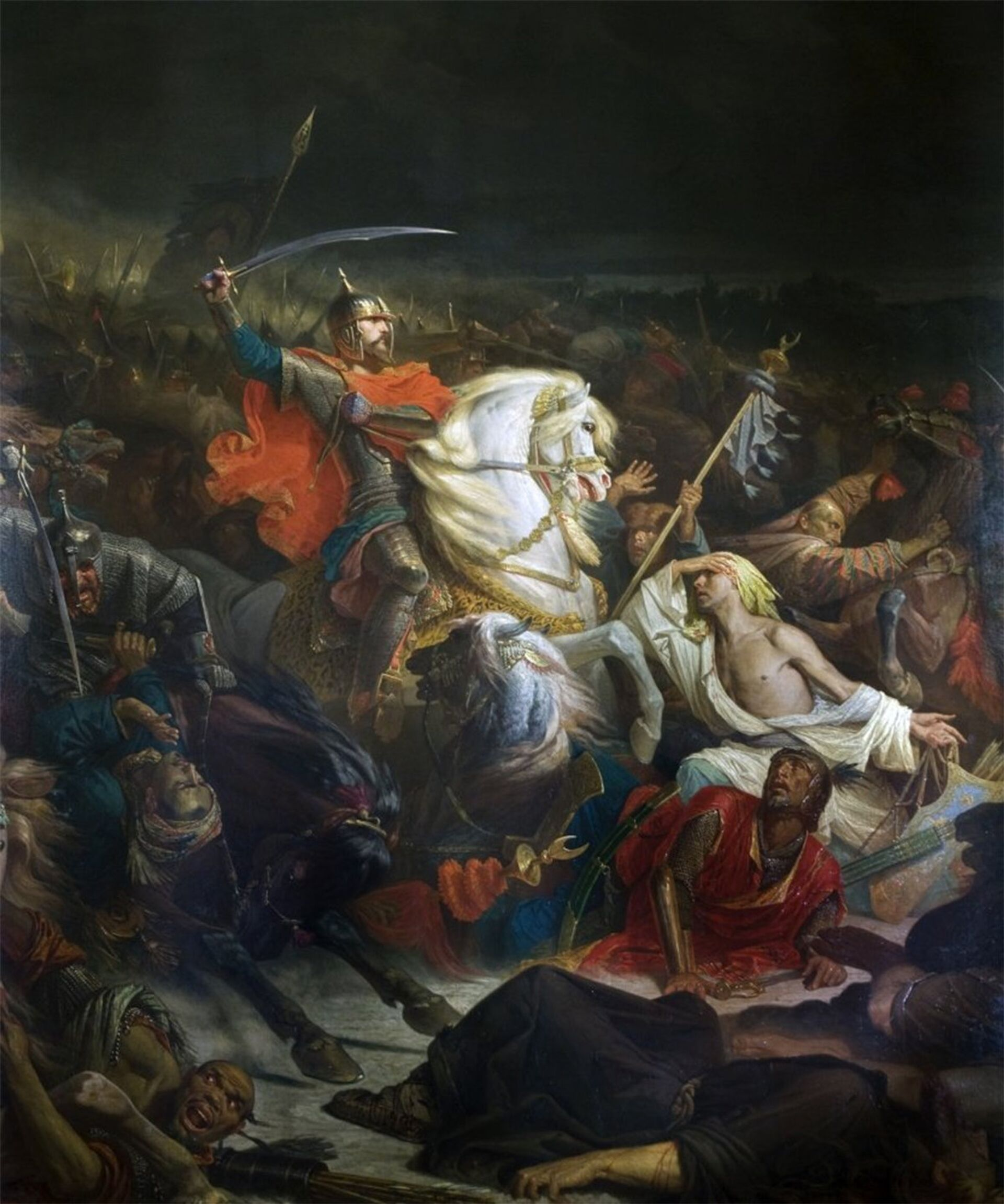
クリコヴォの戦い（1850）
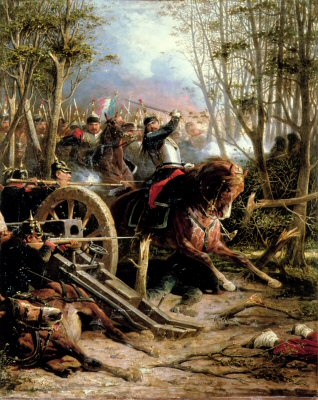
Reichshofでのフランス軍の攻撃
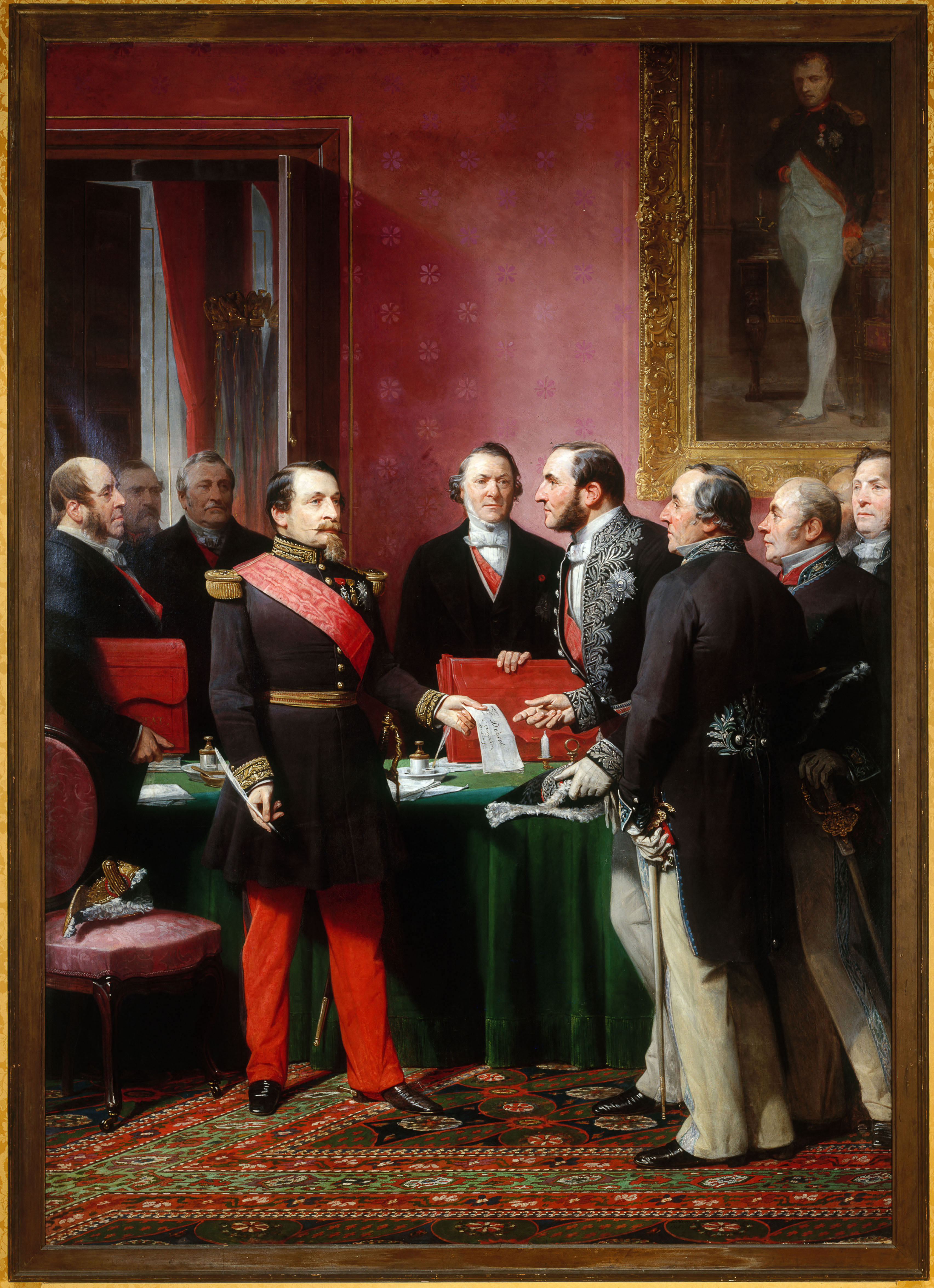
パリ行政区域の拡張を命じるナポレオン3世（1860）
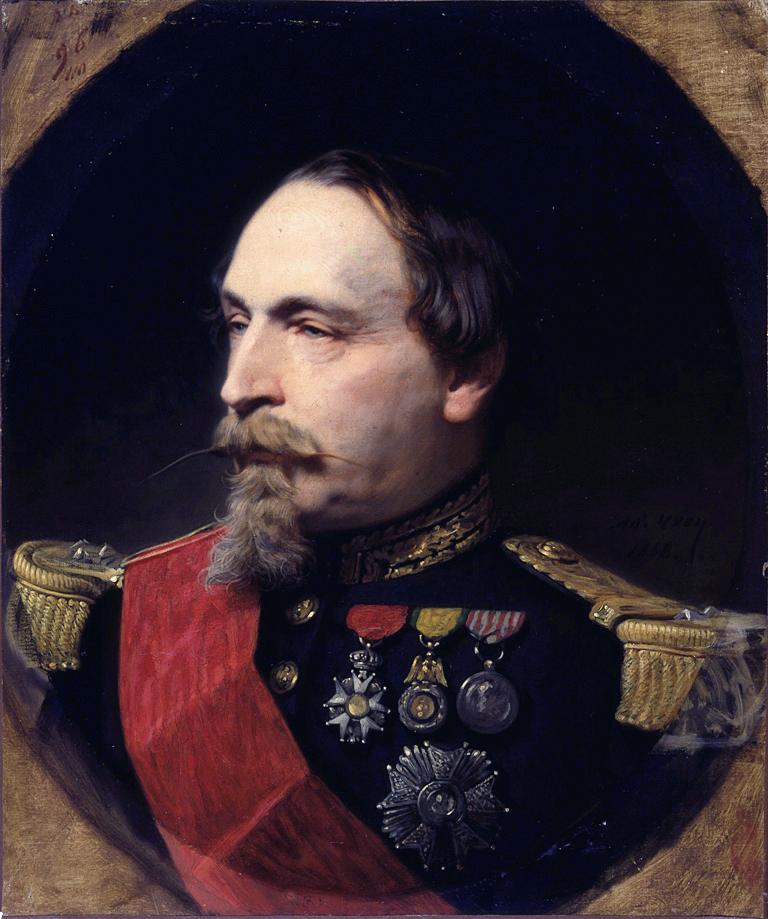
ナポレオン3世（1868）

## 教えた学生
- ルイ＝マリー・バーデル (1828-1920).
- fr:William Baptiste Baird (1847-1917)[1].
- ジェームズ・キャロル・ベックウィズ (1852-1917)
- Armand Berton (1854-1927)
- オーギュスト・フェイアン＝ペラン (1826-1888)
- en:Guillaume Fouace (1837-1895)
- Armand-Auguste Fréret (1830-1919)[2]
- Louis Galliac (1849-1934)
- Edmond Georges Grandjean (1844-1908)
- fr:Edmond-Georges Guet (1829-1865)
- fr:Félix Lacaille (1856-1923)
- シャルル・レアンドル (1862-1934)[3].
- シャルル・ルベイル (1856-1898)
- en:Clement Nye Swift (1846-1918)
- フェルナン・ペレーズ (1848-1913)
- マルセル・リーダー (1862-1942)
- ジャン＝アンドレ・リクセン (1846-1925)
- ジョン・シンガー・サージェント[4] (1856-1925)
- en:William Sartain (1843-1924)
- クリスチャン・シュセーレ (1824-1879)
- ジョゼ・ジュリオ・デ・ソウザ・ピント (1856-1939)
- fr:Paul Tavernier (1852-1943)
- ジュリアン・オールデン・ウィアー[4] (1852-1919)
- Alfred Wordsworth Thompson (1840-1896)